# Dorota Mantey
Dorota Mantey – polska doktor habilitowana nauk o Ziemi w specjalności geografia społeczno-ekonomiczna i gospodarka przestrzenna.

## Życiorys
Absolwentka studiów magisterskich z zakresu geografii ekonomicznej Wydziału Geografii i Studiów Regionalnych Uniwersytetu Warszawskiego w roczniku 1999. Mantey uzyskała również magisterium studiów socjologicznych UW w 2001 r. Doktoryzowała się na WGiSR UW w 2009 r. pracą Żywiołowość lokalizacji osiedli mieszkaniowych na terenach wiejskich obszaru metropolitalnego Warszawy. Habilitację uzyskała tamże w 2020 r. na podstawie pracy Wzorzec miejskiej przestrzeni publicznej w konfrontacji z podmiejską rzeczywistością. Przykład podwarszawskich suburbiów. Adiunkt WGiSR UW w Katedrze Geografii Miast i Planowania Przestrzennego, wcześniej w Instytucie Geografii Społeczno-Ekonomicznej i Gospodarki Przestrzennej. Pracowniczka naukowa WGiSR UW od lutego 2010 r. Członkini Rady Dyscypliny Naukowej Geografia Społeczno-Ekonomiczna i Gospodarka Przestrzenna Uniwersytetu Warszawskiego.

## Wybrane publikacje w książkach
- Warszawa – miasto rozlane. str. 419-428, UW WGiSR IGSEiGP 2007 r.
- Spontaneous dispersing of residential functions of Warsaw – example of housing estates in the susurbs. w: Global Changes: Their Regional and Local Aspects, s. 41–48, University of Warsaw, WGiSR, 2009 r.
- Peryurbanizacja wokół Warszawy – refleksje z badań nad lokalizacją osiedli domów jednorodzinnych. Regiony miejskie w Polsce. Dwadzieścia lat transformacji, s. 31–46, Wydawnictwo Uniwersytetu Łódzkiego, 2011 r.
- Mit domu pod miastem. Geograficzne spotkania w drodze. Krok trzeci – Warszawa. Materiały III Ogólnopolskiej Konferencji Geografów-Doktorantów, s. 161–174, WGSR UW, r. 2011 r.

## Wybrane artykuły
- Żywiołowe rozpraszanie się funkcji mieszkaniowych Warszawy – przykład podwarszawskich osiedli. PRACE GEOGRAFICZNE 2009 r., s. 225–236
- W labiryncie planowania. WSPÓLNOTA Nr 19/1025 r. 2011, s. 18–20
- Podwarszawskie osiedla – głos w dyskusji nad chaotycznym rozrostem stolicy. KWARTALNIK ARCHITEKTURY I URBANISTYKI Tom LVI Nr 2/2011 r. 2011, s. 35–47